# Distretto di Aşkale
Il distretto di Aşkale (in turco Aşkale ilçesi) è uno dei distretti della provincia di Erzurum, in Turchia.